# YMCA
|  | Aquest article tracta sobre organització. Si cerqueu cançó de Village People , vegeu «Y.M.C.A (cançó)». |

La Young Men's Christian Association (literalment en català, "Associació Cristiana d'Homes Joves"), coneguda generalment per la YMCA, és una organització transnacional amb més de 58 milions d'usuaris agrupats en 125 associacions nacionals. Fou creada el 6 de juny de 1844 a Londres amb l'objectiu de posar en pràctica els valors cristians mitjançant el desenvolupament saludable de "cos, ment i esperit". Aquestes tres vessants es reflecteixen en els costats del triangle vermell que forma part dels logos de la YMCA. La seu és actualment a Ginebra (Suïssa). La YMCA té una secció femenina paral·lela, anomenada Young Women's Christian Association (YWCA).